# 541年
| 千纪： | 1千纪                                                                                           |
| 世纪： | 5世纪 \| 6世纪 \| 7世纪                                                                         |
| 年代： | 510年代 \| 520年代 \| 530年代 \| 540年代 \| 550年代 \| 560年代 \| 570年代                       |
| 年份： | 536年 \| 537年 \| 538年 \| 539年 \| 540年 \| 541年 \| 542年 \| 543年 \| 544年 \| 545年 \| 546年 |
| 纪年： | 辛酉年（鸡年）；南朝梁大同七年；高昌章和十一年；东魏兴和三年；西魏大统七年；新罗建元六年        |

## 大事记
- 查士丁尼大瘟疫爆發。
- 托提拉出任東哥特王國倒數第二任國王。

## 出生
- 7月21日——杨坚，隋文帝（604年去世，63岁）
- 曹宪，南朝及隋唐学者（645年去世，104岁）